# روح‌انگیز سامی‌نژاد
صدیقه سامی‌نژاد معروف به روح‌انگیز (۳ تیر ۱۲۹۵، بم – ۱۰ اردیبهشت ۱۳۷۶، تهران) بازیگر سینمای ایران بود. وی نخستین هنرپیشه زن نخستین فیلم ناطق ایرانی به نام دختر لر است.

## زندگی
صدیقه سامی‌نژاد در روز ۳ تیر ۱۲۹۵ در شهر بم در استان کرمان متولد شد و در سال ۱۳۰۸ به همراه همسرش دماوندی که در استودیو امپریال فیلم بمبئی به کار اشتغال داشت به هندوستان مهاجرت کرد و پس از ۱۸ سال به ایران بازگشت.
به دلیل استقبالی که از فیلم «دختر لر» در اکران عمومی صورت گرفت، سامی‌نژاد در فیلم «شیرین و فرهاد (۱۳۱۳)» ساخته عبدالحسین سپنتا نیز بازی کرد.
تحصیلات وی سیکل اول دبیرستان و پیشه اصلی او پرستاری بود.
وی به دلیل بازی و ظاهر شدن بدون حجاب در سینما مورد انتقاد شدید خانواده اش قرار گرفت و مجبور شد روزهای سختی را پشت سر بگذارد. وی در سال ۱۳۴۹ در مستند «سینمای ایران از مشروطه تا سپنتا» بخشی از این مصائب را شرح داد و گفت که همه جا همراه با محافظ می‌رفته تا مبادا مردم به او سنگ پرتاب کنند و به تلخی گریست.
وی پس از سه ازدواج ناموفق (که دومین آنها با نصرت‌الله محتشم بود) در حالی که فرزندی نداشت، سی سال آخر عمر را به تنهایی زندگی کرد و زمانی که درگذشت بسیاری تصور می‌کردند او سال‌ها پیش از آن درگذشته است.
سامی‌نژاد یک بار هم در سال ۱۳۴۹ برای فیلم «سینمای ایران: از مشروطیت تا سپنتا» ساخته محمد تهامی‌نژاد جلوی دوربین قرار گرفت و از گذشته‌اش و چگونگی ورودش به سینما و از مصائبی که در آن گذشت صحبت کرد و به تلخی گریست. وی در اینباره گفت:
«به خاطر ناراحتی‌هایی که در موقع فیلمبرداری و بعد از آنچه از طرف فامیل و چه از طرف مردم کشیدم، هرگز راضی نشدم در فیلم دیگری بازی کنم… هر موقع که از در شرکت می‌آمدیم بیرون، مجبور بودیم سه نفر مستحفظ داشته باشیم، یک شوفر و دو نفر کمک شوفر که شیشه پرت نکنند. هر جایی هم که می‌رفتیم باید یه چیزی سرمون می‌انداختیم تا کسی ما رو نشناسد…»

### درگذشت
روح‌انگیز سامی‌نژاد تا صبح ۱۰ اردیبهشت ۱۳۷۶ در طبقه پایین خانه‌ای دو طبقه واقع در خیابان پاسداران تهران، سروستان ششم زندگی می‌کرد و سرانجام در عصر چهارشنبه ۱۰ اردیبهشت ۱۳۷۶ در تهران در سن ۸۰ سالگی درگذشت و در قطعه ۳۶ ردیف ۴۴ شماره ۴۱ بهشت زهرا به خاک سپرده شد.

## نگارخانه فیلم دختر لر

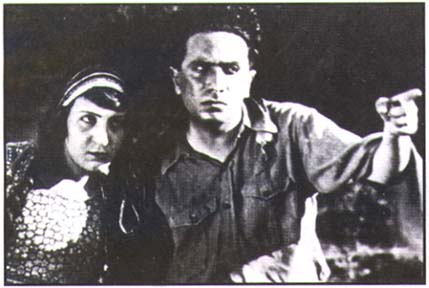
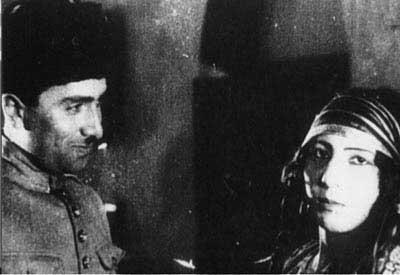
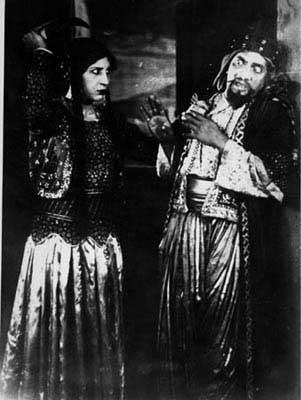
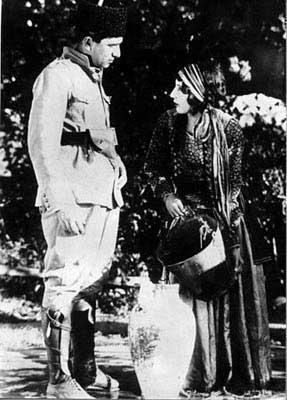

## فیلم‌شناسی
- دختر لر (۱۳۱۲)
- فردوسی (۱۳۱۳)
- شیرین و فرهاد (۱۳۱۳)